# Selección de fútbol de Sark
La selección de fútbol de Sark es el equipo representativo de la isla de Sark, una de las Islas del Canal, en las competiciones oficiales. Sark no pertenece a la FIFA, así que sus partidos no son reconocidos por ella.
Su participación más importante fue en los Juegos de las Islas de 2003. En la plantilla que conformó el 2003, tuvo a un jugador de 52 años, llamado Richard Barrie Dewsbury. En toda la historia de la selección, recibió 70 goles.

### Entrenador de Fútbol de Shark
Neil Williams es el entrenador de esta selección, nació en 1993 y tiene una cuenta de X donde ha subido algunas publicaciones.
https://x.com/neil_williams89

## Historia
El debut internacional de la selección de Sark fue en los Juegos de las Islas de 2003 organizados por Guernsey. Se ubicaron en el grupo D junto con Gibraltar, Isla de Wight y Groenlandia. Su primer partido de fase de grupos, jugado el 29 de junio, fue contra Gibraltar. En el primer tiempo, los gibraltareños golearon por 13-0 al seleccionado de Sark. Al final del partido, el resultado final fue de 19-0. Al día siguiente, Sark se enfrentó a la Isla de Wight. De los 47 tiros a puerta del equipo de la Isla de Wight, 20 fueron gol sin posibilidad de que Sark anotara, volviéndose así su peor resultado internacional, superando al anterior marcador obtenido contra Gibraltar. En el último partido de fase de grupos, jugado el 1.º de julio, Sark perdió contra Groenlandia por un resultado de 16-0.
Luego de acabada la primera ronda, el seleccionado de Sark tuvo que jugar el partido por el 13.º puesto contra Frøya, la cual quedó en el último lugar del grupo B. De nuevo, serían goleados tras recibir 15 goles. En total, el equipo recibió 70 goles en todo el torneo, sin posibilidad de marcar gol. A pesar de eso, el entonces entrenador de la selección de Sark, Shane Moon, mencionó:

Fue una ocasión especial para que nuestros muchachos entraran al torneo. Probablemente nunca volverán a hacer esto en su vida. Lo disfrutaron y se alegraron en los vestuarios después de los partidos porque consiguieron mucho.
Shane Moon

## Últimos partidos
| Fecha      | Ciudad                  | Local       | Resultado | Visitante     | Competencia              |
| ---------- | ----------------------- | ----------- | --------- | ------------- | ------------------------ |
| 29-06-2003 | Saint Martin (Guernsey) | Gibraltar   | 19:0      | Sark          | Juegos de las Islas 2003 |
| 30-06-2003 | Saint Martin (Guernsey) | Sark        | 0:20      | Isla de Wight | Juegos de las Islas 2003 |
| 01-07-2003 | Saint Martin (Guernsey) | Groenlandia | 16:0      | Sark          | Juegos de las Islas 2003 |
| 03-07-2003 | Arsenal Ground          | Frøya       | 15:0      | Sark          | Juegos de las Islas 2003 |

## Estadísticas

### Juegos de las Islas
| Juegos de las Islas | Juegos de las Islas     | Juegos de las Islas     | Juegos de las Islas     | Juegos de las Islas     | Juegos de las Islas     | Juegos de las Islas     | Juegos de las Islas     |
| Año                 | Ronda                   | J                       | G                       | E                       | P                       | GF                      | GC                      |
| ------------------- | ----------------------- | ----------------------- | ----------------------- | ----------------------- | ----------------------- | ----------------------- | ----------------------- |
| 1989 - 2001         | No existía la selección | No existía la selección | No existía la selección | No existía la selección | No existía la selección | No existía la selección | No existía la selección |
| 2003                | Décimo cuarto lugar     | 4                       | 0                       | 0                       | 4                       | 0                       | 79                      |
| 2005 - 2019         | No Participó            | No Participó            | No Participó            | No Participó            | No Participó            | No Participó            | No Participó            |
| 2023                | Por Disputarse          | Por Disputarse          | Por Disputarse          | Por Disputarse          | Por Disputarse          | Por Disputarse          | Por Disputarse          |
| Total               | 1/16                    | 4                       | 0                       | 0                       | 4                       | 0                       | 79                      |

## Jugadores

### Última convocatoria
- Convocados para los partidos de los Juegos de las Islas de 2003.[4]